# Dragove
Dragove ist eine Ortschaft auf der Insel Dugi Otok in Kroatien.

## Lage und Einwohner
Dragove liegt im nordöstlichen Teil von Dugi Otok, 4 km südöstlich von Božava und 9 km nordwestlich des Fährhafens Brbinj. Das Dorf liegt etwa 400 m von der Bucht Bokašin entfernt. Die 18 Einwohner (2021) leben von der Fischerei, der Landwirtschaft und dem Tourismus.
| Bevölkerungsentwicklung | Bevölkerungsentwicklung | Bevölkerungsentwicklung | Bevölkerungsentwicklung | Bevölkerungsentwicklung | Bevölkerungsentwicklung | Bevölkerungsentwicklung | Bevölkerungsentwicklung | Bevölkerungsentwicklung | Bevölkerungsentwicklung | Bevölkerungsentwicklung | Bevölkerungsentwicklung | Bevölkerungsentwicklung | Bevölkerungsentwicklung | Bevölkerungsentwicklung | Bevölkerungsentwicklung | Bevölkerungsentwicklung |
| ----------------------- | ----------------------- | ----------------------- | ----------------------- | ----------------------- | ----------------------- | ----------------------- | ----------------------- | ----------------------- | ----------------------- | ----------------------- | ----------------------- | ----------------------- | ----------------------- | ----------------------- | ----------------------- | ----------------------- |
| 1857                    | 1869                    | 1880                    | 1890                    | 1900                    | 1910                    | 1921                    | 1931                    | 1948                    | 1953                    | 1961                    | 1971                    | 1981                    | 1991                    | 2001                    | 2011                    | 2021                    |
| 219                     | 500                     | 221                     | 285                     | 352                     | 323                     | 392                     | 333                     | 381                     | 370                     | 332                     | 311                     | 78                      | 139                     | 42                      | 36                      | 18                      |

## Geschichte
Der Name Dragove kommt vom Substantiv „Draga“ (Tal zwischen Bergen). 1359 wurde es das erste Mal erwähnt. Die Umgebung war aber bereits in der Römerzeit bewohnt, wie die Überreste römischer Gebäude unter dem Hügel Dumbovice belegen und auch seine Pfarrkirche stammt aus dem 12. bis zum 13. Jahrhundert. Alte kirchliche Schemata besagen, dass sich die Einwohner von Dragove hier aus dem bosnischen Dorf Vidovice in der Diözese Sarajevo niedergelassen haben. Sein Territorium gehörte im 14. Jahrhundert der Familie Drago, von der es im 15. Jahrhundert von der Familie Salomoni, ebenfalls aus Zadar gekauft wurde. Auf dem 131 Meter hohen Hügel Dubovica wurde im frühen 15. Jahrhundert die Kirche Unserer Lieben Frau von der Geburt der Jungfrau Maria errichtet. Auch Dragone hat sehr stark unter der Abwanderung gelitten. 1921 lebten noch fast 400 Menschen in dem Dorf. Jetzt sind es nur noch 18.
In der Nähe von Dragove ist noch ein U-Boot Bunker der Jugoslawischen Armee erhalten. Der Bunker wurde für U-Boote oder Schnellboote benutzt. Heute ist er ein beliebtes Ausflugsziel.

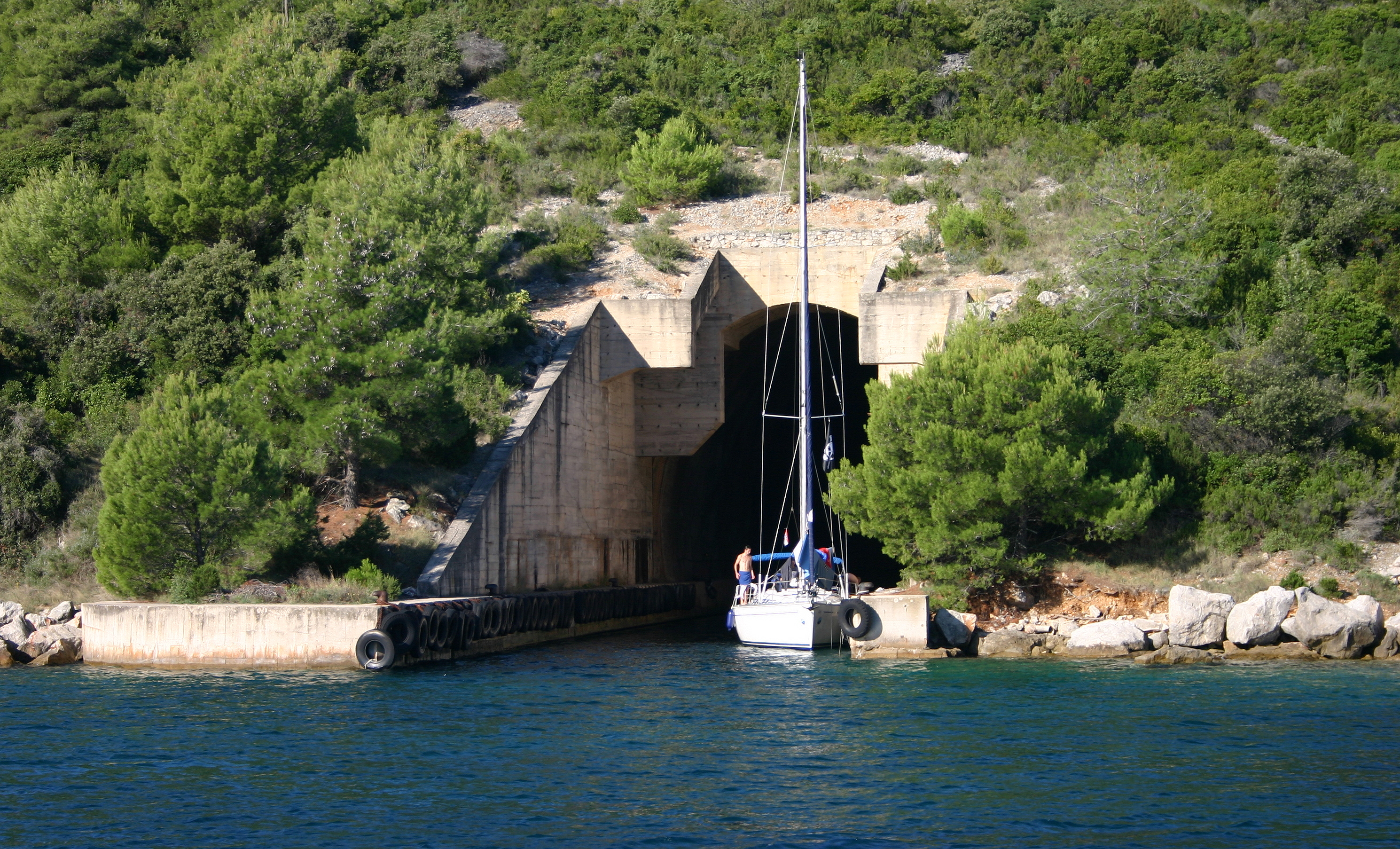
U-Boot Bunker bei Dragove